# Thomas B. Turley

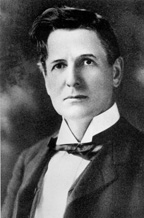
Thomas B. Turley

Thomas Battle Turley, född 15 april 1845 i Memphis, Tennessee, död 1 juli 1910 i Memphis, Tennessee, var en amerikansk demokratisk politiker. Han representerade delstaten Tennessee i USA:s senat 1897-1901.
Turley deltog i amerikanska inbördeskriget i Amerikas konfedererade staters armé. Han avlade 1867 juristexamen vid University of Virginia. Han inledde sedan 1870 sin karriär som advokat i Memphis.
Senator Isham G. Harris avled 1897 och guvernör Robert Love Taylor utnämnde Turley till senator. Delstatens lagstiftande församling valde sedan Turley till att fortsätta som senator fram till slutet av Harris mandatperiod. Därefter ställde han inte upp till omval utan fortsatte sin verksamhet som advokat i stället. Turley efterträddes i senaten av Edward W. Carmack.
Turleys grav finns på Elmwood Cemetery i Memphis.